# Vaglio (Capriasca)
Vaglio (in dialetto ticinese Vài) è una frazione di 621 abitanti del comune svizzero di Capriasca, nel Canton Ticino (distretto di Lugano).

## Storia

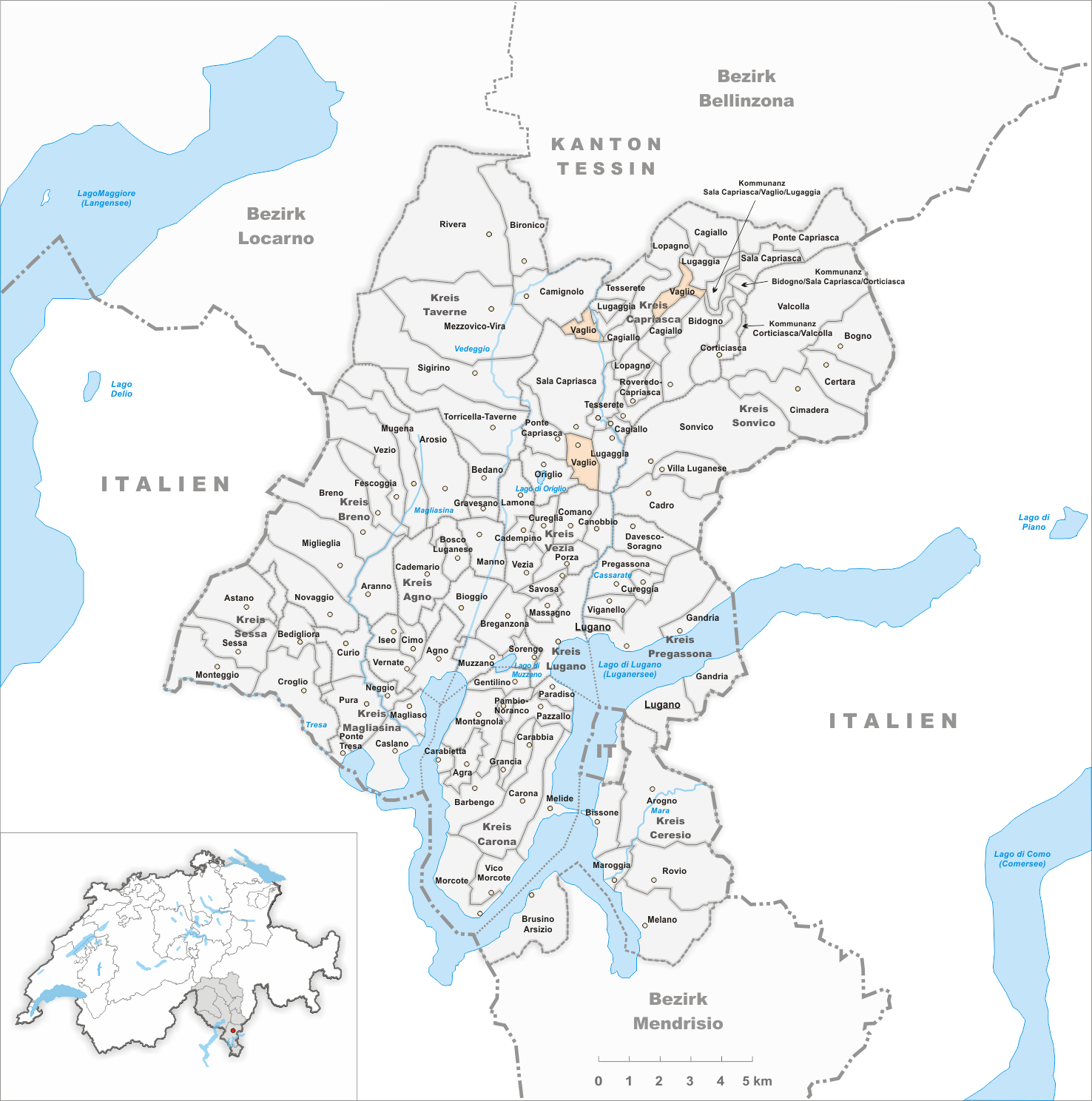
Il territorio del comune di Vaglio prima degli accorpamenti comunali del 2001

Già comune autonomo che si estendeva per 3,15 km², il 15 ottobre 2001 è stato accorpato agli altri comuni soppressi di Cagiallo, Lopagno, Roveredo, Sala Capriasca e Tesserete per formare il comune di Capriasca.

## Monumenti e luoghi d'interesse
- Chiesa dei Santi Antonio da Padova, Giacomo e Filippo, eretta nel 1916[1];
- Oratorio della Madonna di Casletto, eretto nel 1639-1640[1];
- Resti del villaggio di Redde, attestato nell'XI secolo[senza fonte], abbandonato nel XVI secolo[1] e bruciato in seguito a una pestilenza[senza fonte] e torre di Redde;
- Lavatoio, costruito nel 1870[senza fonte].

## Società

### Evoluzione demografica
L'evoluzione demografica è riportata nella seguente tabella:
Abitanti censiti

## Amministrazione
Ogni famiglia originaria del luogo fa parte del cosiddetto comune patriziale e ha la responsabilità della manutenzione di ogni bene ricadente all'interno dei confini della frazione. L'ufficio patriziale, rieletto il 26 aprile 2009, è presieduto da Piergiorgio Ferrari.